# Mikrobarometer
Mikrobarometer sind extrem empfindliche Barometer zur Luftdruckmessung mit einer Anzeigeauflösung im Bereich von Mikrobar (µbar)- bzw. im Pascalbereich (Pa).
Herkömmliche Barometer haben in der Regel eine Millibar (mbar)- bzw. Hektopascalteilung (hPa). 
Mit Hilfe von Mikrobarometern wird die Einhaltung des international vereinbarten Kernwaffenteststopp-Vertrags (CTBT) an mehreren Orten weltweit überwacht, dies auch in Deutschland. Die entsprechenden Druckwellen von Atombombenversuchen können große Strecken zurücklegen. Durch die Analyse von gleichzeitig an mehreren Orten aufgezeichneten Druckdaten lassen sich Explosionsort und Explosionsstärke berechnen. 
Würde ein Mikrobarometer als Höhenmesser bei absolut konstantem Luftdruck (also auch ohne Mikrobarome, d. h. Idealbedingung) eingesetzt, würde dieser Höhenunterschiede fast zentimetergenau anzeigen.